# Nationale 1 2006-2007 (hockey su pista)
Il Nationale 1 2006-2007 è stata la 91ª edizione del torneo di primo livello del campionato francese di hockey su pista; fu disputato dal 23 settembre 2006 al 19 maggio 2007.
Il titolo fu conquistato dal La Vendéenne, al suo undicesimo titolo.

## Stagione

### Formula
Il Nationale 1 2006-2007 vide ai nastri di partenza dodici club; la manifestazione fu organizzata con un girone all'italiana, con gare di andata e ritorno per un totale di ventidue giornate: erano assegnati tre punti per l'incontro vinto, due punti a testa per l'incontro pareggiato e uno per la sconfitta. Al termine della stagione regolare la vincitrice venne proclamata campione di Francia. Le squadre classificate dall'undicesimo al dodicesimo posto retrocedettero direttamente in Nationale 2, il secondo livello del campionato.

## Classifica finale
|                    | Pos. | Squadra         | Pt | G  | V  | N | P  | GF  | GS  | DR  |
| ------------------ | ---- | --------------- | -- | -- | -- | - | -- | --- | --- | --- |
| Francia (bandiera) | 1.   | La Vendéenne    | 60 | 22 | 18 | 2 | 2  | 88  | 44  | +44 |
|                    | 2.   | Ploufragan      | 60 | 22 | 18 | 2 | 2  | 133 | 57  | +76 |
|                    | 3.   | SCRA Saint-Omer | 59 | 22 | 18 | 1 | 3  | 137 | 55  | +82 |
|                    | 4.   | Mérignac        | 56 | 22 | 15 | 4 | 3  | 103 | 53  | +50 |
|                    | 5.   | Coutras         | 47 | 22 | 11 | 3 | 8  | 101 | 77  | +24 |
|                    | 6.   | Quévert         | 42 | 22 | 9  | 2 | 11 | 80  | 77  | +3  |
|                    | 7.   | Noisy-le-Grand  | 41 | 22 | 8  | 3 | 11 | 84  | 88  | -4  |
|                    | 8.   | Nantes          | 39 | 22 | 7  | 3 | 12 | 67  | 77  | -10 |
|                    | 9.   | Villejuif       | 33 | 22 | 5  | 1 | 16 | 59  | 103 | -44 |
|                    | 10.  | Lione           | 33 | 22 | 4  | 3 | 15 | 49  | 125 | -76 |
|                    | 11.  | Saint-Brieuc    | 31 | 22 | 3  | 3 | 16 | 42  | 92  | -50 |
|                    | 12.  | Gujan-Mestras   | 27 | 22 | 2  | 1 | 19 | 41  | 136 | -95 |

Legenda:
  Vincitore della Coppa di Francia 2006-2007.
      Campione di Francia e ammessa alla Coppa CERS 2007-2008.
      Ammesse alla Coppa CERS 2007-2008.
      Retrocesse in Nationale 2 2007-2008.
Note:
Tre punti a vittoria, due a pareggio, uno a sconfitta.